# German Titov
German Stepanovič Titov (rusky Герман Степанович Титов; 11. září 1935, Verchněje Žilino, Altajská oblast SSSR – 20. září 2000, Moskva, Rusko) byl sovětský vojenský letec a kosmonaut, který se během své mise Vostok 2 stal druhým člověkem na oběžné dráze Země. Ve věku 25 let a 11 měsíců zůstává nejmladším člověkem, který překročil hranice vesmíru.

## Život

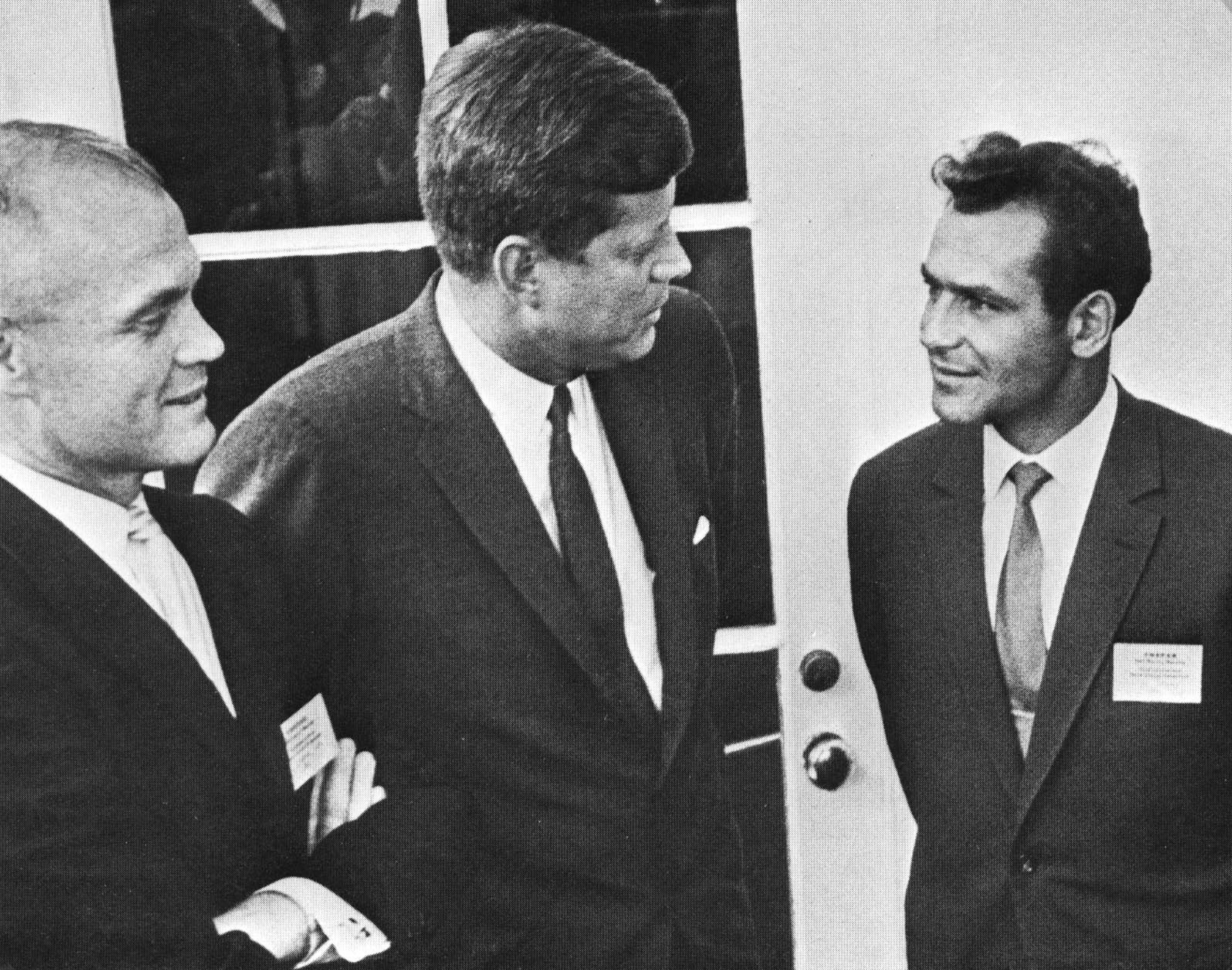
German Titov (vpravo) s americkým prezidentem Johnem F. Kennedym a Johnem Glennem (vlevo) v Bílém domě, květen 1962

Otec miloval Puškina a tak svému synovi dal jméno jednoho z hrdinů, Germana. Celá rodina žila na Sibiři, daleko od válečné fronty, všichni pracovali tvrdě v kolchozu, dokonce i matka, vesnická učitelka. Díky přímluvě strýčka se dostal z domova na letecké učiliště. Vyučil se s výtečnými výsledky v roce 1957 a stal se stíhačem u leningradského vojenského okruhu. Stále soukromě studoval vše o letectví, elektrotechnice. V posádce se seznámil s Tamarou a krátce poté se s ní oženil. Narodil se jim syn Igor, ale po sedmi měsících onemocněl a zemřel. Později měli dvě další děti.
Koncem roku 1959 dostal nabídku se stát budoucím kosmonautem. Pak začala etapa lékařských prohlídek, nácviků, učení. Po roce 1961 dostal za své zlepšovací návrhy a iniciativu jako dvojka Gargarina Leninův řád a téhož roku v kosmické lodi Vostok 2 sedmnáctkrát obletěl Zemi jako druhý kosmonaut SSSR. Byl předtím záložním kosmonautem pro první let kosmonauta Jurije Gagarina do vesmíru v lodi Vostok 1. Později se stal členem redakční rady časopisu Aviacia i kosmonavtika, předsedou Společnosti sovětsko-vietnamského přátelství. Pak pokračoval ve studiu na vojenské letecké akademii. Po skončení byl zkušebním pilotem nových typů letadel. Pak znovu škola, tentokrát vojenská akademie generálního štábu.
V sovětském kosmickém programu působil na různých pozicích až do svého odchodu do důchodu v roce 1992. V roce 1995 byl zvolen jako poslanec do státní dumy, tj. dolní komory ruského parlamentu za komunistickou stranu Ruska. Získal desítky různých vyznamenání a byl po něm pojmenován kráter Titov na odvrácené straně Měsíce.

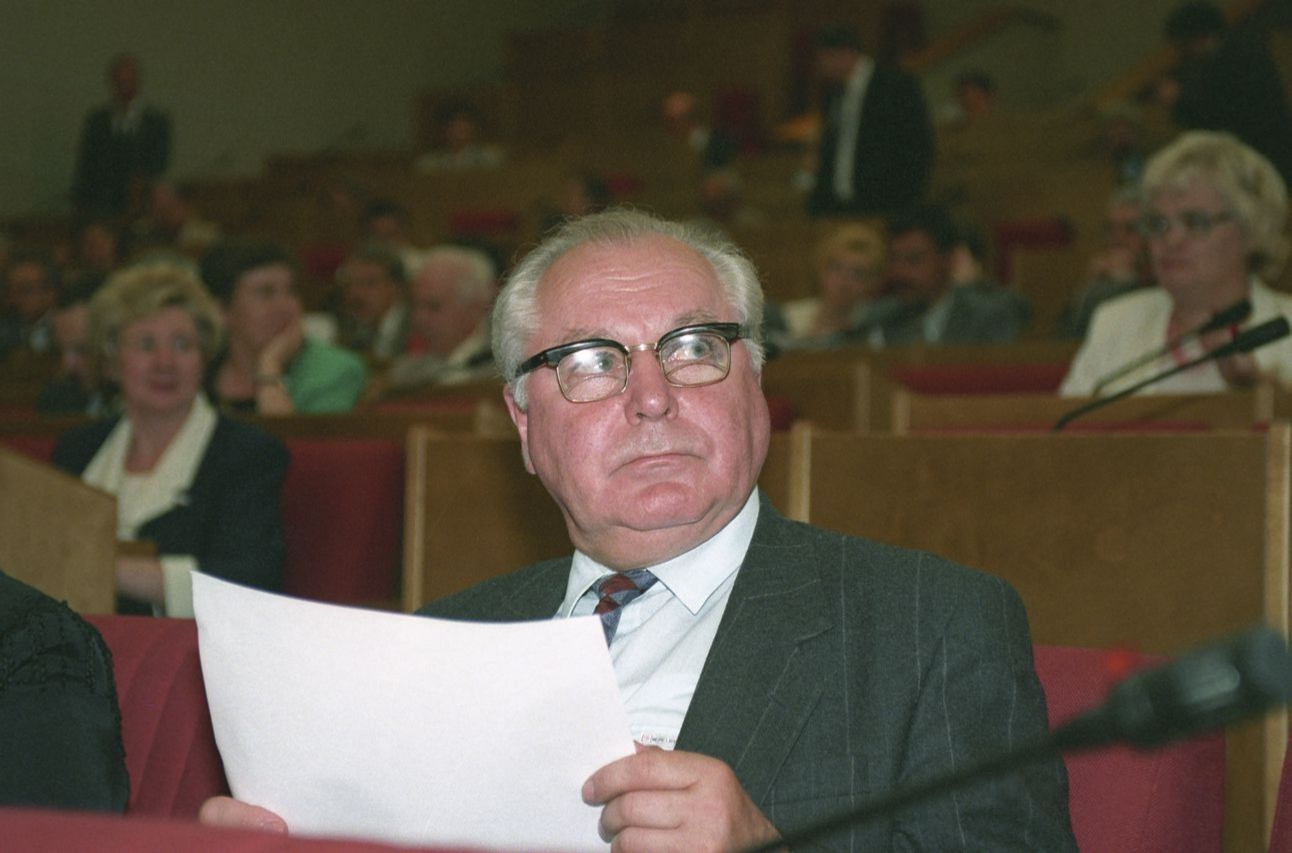
1995

Zemřel v Moskvě ve věku 65 let na infarkt. Je pohřben na moskevském hřbitově Novoděvičí.

## Let do vesmíru
Vostok 2 odstartoval v létě roku 1961 z kosmodromu Bajkonur. Titov letěl sám a strávil v kosmu na oběžné dráze Země 25 hodin. Mohl si také vyzkoušet ruční řízení lodě. Pracoval s otevřeným hledím skafandru. Jako první kosmonaut také v kabině jedl (hlavně z tub) a spal, trochu i cvičil. Přistání zajistil automatický program, Titov byl pak katapultován a přistál na padáku poblíž města Saratov, kabina přistála samostatně na padáku také o něco dříve. Přistál málem na jedoucím vlaku.
- Vostok 2 (6. srpna 1961 – 7. srpna 1961)